# Едвін Дрейк
Едвін Лорентін Дрейк (англ. Edwin Laurentine Drake; 9 березня 1819 — 9 листопада 1880), також відомий як полковник Дрейк, був американським бізнесменом і першим американцем, який успішно почав буріння нафтових свердловин.

## Раннє життя
Дрейк народився 29 березня 1819 року в Грінвіллі, штат Нью-Йорк, у сім'ї Лаймана та Лори Дрейк. Виріс на сімейних фермах в околиці штату Нью-Йорк і Каслтон, штат Вермонт, перш ніж покинути дім у віці 19 років. Початок свого життя він провів, працюючи на залізниці навколо Нью-Гейвена, штат Коннектикут, клерком, експрес-агентом і кондуктором. Дрейк був масоном.

## Особисте життя
У 1845 році він одружився з Філеною Адамс, яка померла під час пологів їхньої другої дитини в 1854 році. Через три роки Дрейк одружився вдруге з Лорою Дауд, на шістнадцять років молодшою за нього, у 1857 році. Влітку 1857 року хвороба завадила Дрейку продовжувати свою роботу. Він зберіг привілеї залізничного кондуктора, включаючи безкоштовний проїзд залізницею. У 1858 році сім'я Дрейків опинилася в Тітусвіллі, штат Пенсільванія.

## Смерть

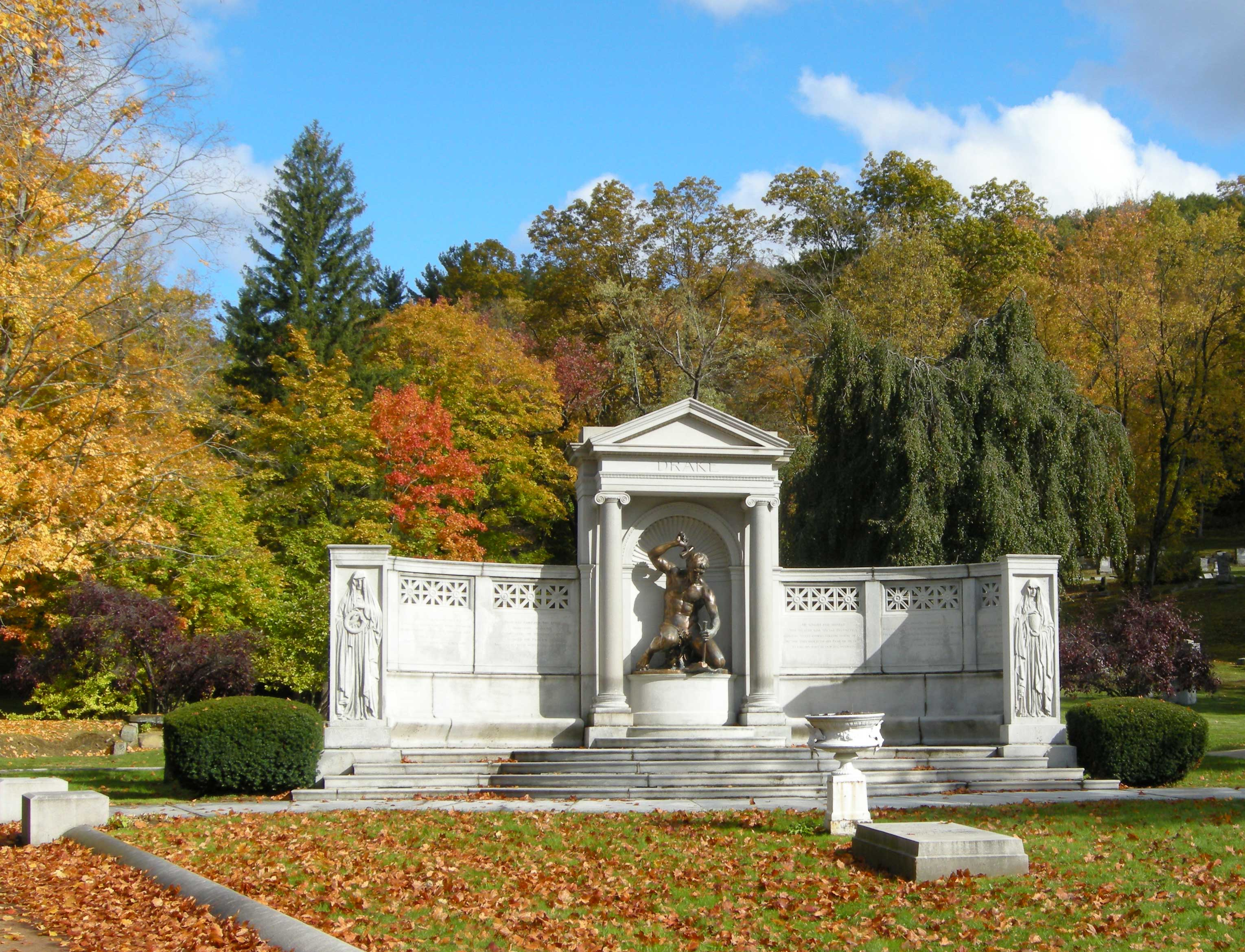
Могила та меморіал Дрейка в Тітусвіллі, штат Пенсільванія

Дрейк помер 9 листопада 1880 року у Віфлеємі, штат Пенсільванія, де жив із 1874 року. Він і його дружина поховані в Тітусвіллі, штат Пенсільванія, поруч з меморіалом, побудованим на його честь.

## У масовій культурі
- У 1960 році Едвін Дрейк і Біллі Сміт з'являються в À l'ombre des derricks, що перекладається як «У тіні Дерріксів», епізоді франко-бельгійських коміксів Вестерн Люк, написаному Рене Ґосінні, співавтором Астерікса та намальований Моррісом. Дія відбувається в Тітусвіллі, штат Пенсільванія, де лихоманка чорного золота приваблює нечестивого адвоката, який захоплює місто та нафтові родовища. Дрейк і Сміт поклали край його правлінню терором. На початку 1980-х Дрейк і Сміт з'являються в анімаційних телеверсіях.
- 10 січня 1964 року Дрейка зіграв Річард Кайлі в історичній телеп'єсі «Велика пригода» під назвою «Полковник з Коннектикуту» на каналі CBS.
- У 1954 році Дрейка зіграв Вінсент Прайс у фільмі «Народжений у свободі: історія полковника Дрейка», який спонсорував Американський інститут нафти.